# Penouta (Boal)
Penouta es una aldea perteneciente a la parroquia de Boal, en el concejo de Boal, comarca de Eo-Navia, Principado de Asturias, España.

## La aldea de Penouta
La aldea de Penouta cuenta con una población de 6 habitantes (INE, 2020) y se encuentra a unos 600 m de altura sobre el nivel del mar, en la ladera meridional de la montaña del mismo nombre. Dista unos 3 km de la capital del concejo, tomando desde ésta la carretera AS-22 en dirección a Vegadeo.

## El alto y la sierra de Penouta

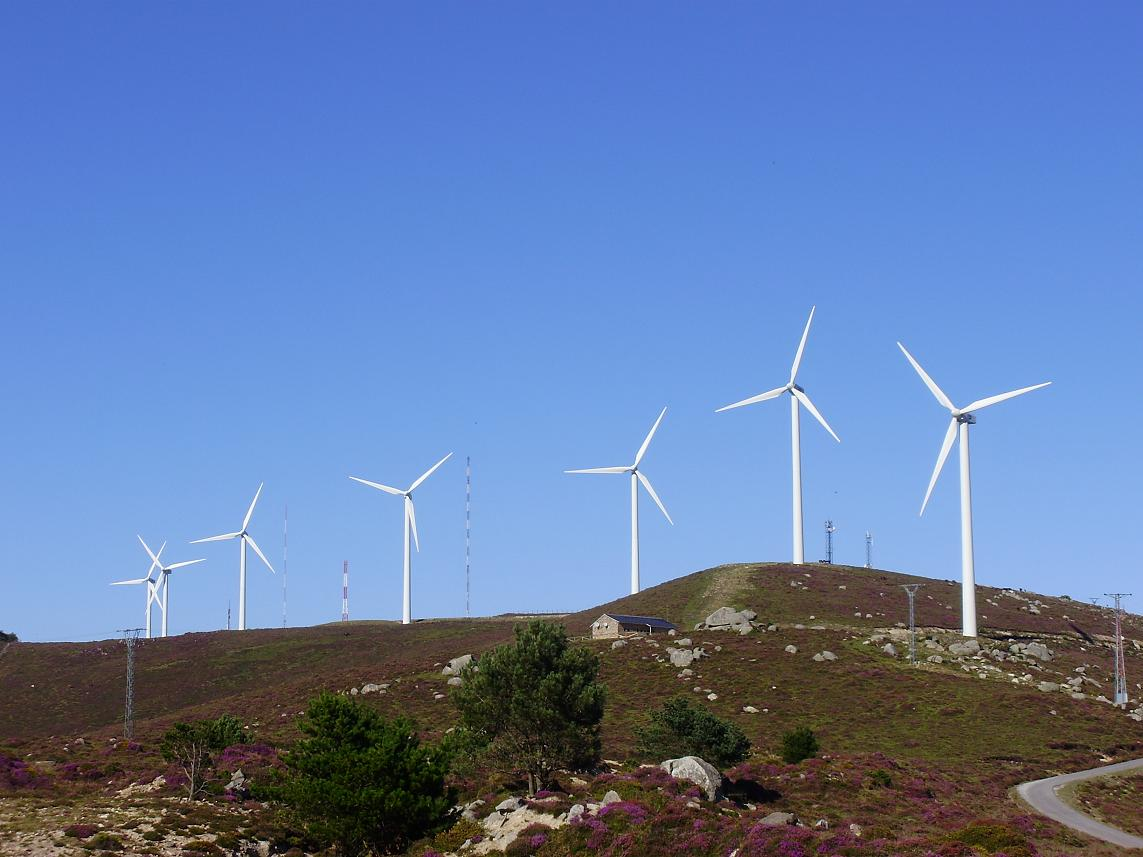
Alto de Penouta, con el parque eólico en su cima.

El alto de Penouta, enclavado en la zona norte del concejo, en su límite con el concejo de El Franco, se eleva 901 m sobre el nivel del mar, siendo la máxima cota de este último. Desde la cima de Penouta se puede contemplar una amplia panorámica de la costa occidental asturiana y la más oriental gallega, desde las cercanías de Puerto de Vega, en Asturias, hasta Foz, en la provincia de Lugo.
La sierra de Penouta, al igual que otras sierras altas del concejo boalés, se ve jalonada con diversas necrópolis tumulares, que constituyen los elementos de mayor antigüedad documentados en el municipio, datando del período Neolítico. Los túmulos son de muy diferentes dimensiones, y aparecen dispuestos a lo largo del el eje norte-noreste marcado por la sierra, en zonas llanas y con buen dominio visual. A menudo albergan cámaras formadas por grandes bloques de piedra que marcan el espacio de enterramiento, si bien en la actualidad todos presentan un característico hoyo central, huella evidente de saqueos ocurridos en el pasado. En la ladera sur de Penouta, además, se halla la mole granítica oscilante conocida como Penedo Aballón.

## Economía
El área de la sierra de Penouta es de notable importancia para la economía boalesa ya que en ella se encuentran instaladas diversas estaciones de telecomunicaciones: la "Esclava verde" de la cadena DECCA del Noroeste, que conserva su antena transmisora y fue traspasada a Radio Nacional de España para su uso; un repetidor de comunicaciones y el centro emisor de Boal. Asimismo, en ella se ubica un parque eólico de siete aerogeneradores, explotado por la empresa Electra Norte. Mención aparte merece el potencial de la zona para la minería del wolframio.

### Minería del wolframio
En esta área, geológicamente correspondiente al plutón de Boal, se encuentran scheelita, que llega a aparecer en agregados de varios kilos, wolframita, y también arsenopirita, ortosa, plagioclasas, moscovita, turmalina y clorita. La presencia de scheelita y wolframita permitió el desarrollo de la minería extractiva del wolframio en la vertiente meridional de la sierra de Penouta, desde la primera mitad del siglo XX hasta 1963, año de cierre de la mina.
En la actualidad existen proyectos que pretenden retomar la citada actividad minera. Sin embargo, tales proyectos han encontrado críticas de organizaciones ecologistas temerosas de que el objetivo último pudiera ser la extracción de metales preciosos como el oro, más agresiva ambientalmente, dado que, como es sabido, el concejo boalés cuenta también con recursos auríferos ya explotados en la época romana.